# 鍛治茉音
鍛治 茉音（かじ まのん、2004年8月24日 - ）は、日本のスノーボード選手。2020年ローザンヌユースオリンピック銀メダリスト、2021年ジュニア世界選手権金メダリスト。

## 経歴
富山県魚津市出身。
2020年ローザンヌユースオリンピックに出場し、女子ハーフパイプで85.33点を記録し、銀メダルを獲得。
2021年のジュニア世界選手権では、女子ハーフパイプで金メダル獲得。